# سلطان مصر

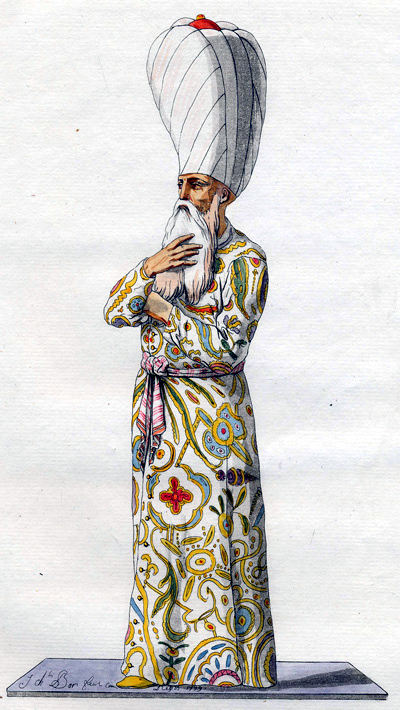
لوحة من عام 1779 لمستشار سلطان مصر في عهد المماليك.

سلطان مصر هو الوضع الذي كان يتمتع به حكام مصر بعد تأسيس صلاح الدين الأيوبي للسلطنة الأيوبية المصرية في عام 1174 حتى الاحتلال العثماني لمصر في عام 1517. وعلى الرغم من المد والجزر في اتساع السلطنة المصرية، إلا أنها شملت بشكل عام الشام والحجاز. منذ عام 1914، تم استخدام اللقب مرة أخرى من قبل رؤساء أسرة محمد علي في مصر والسودان، وتم استبداله لاحقًا بلقب «ملك مصر والسودان» في عام 1922.

## الأسرة الأيوبية
قبل ظهور صلاح الدين الأيوبي، كانت مصر مركزًا للخلافة الفاطمية الشيعية. لقد سعى الفاطميون منذ فترة طويلة إلى استبدال الخلافة العباسية السنية في العراق تمامًا، ومثل منافسيهم العباسيين، أخذوا أيضًا لقب الخليفة، وهو ما يمثل مطالبتهم بأعلى مكانة داخل التسلسل الهرمي الإسلامي. ومع ذلك، مع صعود صلاح الدين الأيوبي إلى السلطة عام 1169، عادت مصر إلى المذهب السنى والخلافة العباسية. اعترافًا بالخليفة العباسي باعتباره رئيسه النظري، حصل صلاح الدين الأيوبي على لقب سلطان في عام 1174، على الرغم من أنه منذ هذه النقطة وحتى الاحتلال العثماني، أصبحت السلطة العليا في الخلافة في يد سلطان مصر.

## الأسرات المملوكية
وفي عام 1250، تمت الإطاحة بالأيوبيين على يد المماليك، الذين أسسوا السلالة البحرية والتي أخذ حكامها أيضًا لقب السلطان. ومن بين السلاطين البحريين البارزين قطز، الذي هزم جيش هولاكو المغولي الغازي في معركة عين جالوت، وبيبرس، الذي استعاد أخيرًا آخر بقايا مملكة القدس الصليبية. تمت الإطاحة بالبحريين لاحقًا على يد مجموعة مملوكية منافسة، وأسست سلالة المماليك البرجية في عام 1382.

## السلطنة العثمانية والخديوية المستقلة

شعار النبالة لسلطان مصر (1914–1922).

أنهى الغزو العثماني لمصر عام 1517 السلطنة المصرية، وأصبحت مصر من الآن فصاعدًا مقاطعة تابعة للإمبراطورية العثمانية. كما أنه يمثل نهاية سلالة المماليك العباسية، حيث قبض العثمانيون على الخليفة الحالي المتوكل على الله الثالث، وأجبروه على التنازل عن اللقب للسلطان العثماني سليم الأول. وبعد ذلك، لم يولِ العثمانيون اهتمامًا كبيرًا بالشؤون المصرية، والمماليك استعادوا بسرعة معظم قوتهم داخل مصر. ومع ذلك، فقد ظلوا تابعين للسلطان العثماني وكان قادتهم مقتصرين على لقب بك.
في عام 1523، أعلن والي مصر التركي المعين من قبل العثمانيين، أحمد باشا الخائن، نفسه سلطان مصر ومصر مستقلة عن الإمبراطورية العثمانية. لقد ضرب عملاته المعدنية لإضفاء الشرعية على حكمه واستولى على قلعة القاهرة والحاميات العثمانية المحلية في يناير 1524.، ولكن بعد ذلك بوقت قصير، ألقت القوات العثمانية بقيادة إبراهيم باشا الفرنجي القبض عليه وأعدمته، وتولى إبراهيم باشا منصب الحاكم حتى وجد بديلاً أكثر ديمومة، وهو سليمان باشا الخادم.
بعد هزيمة قوات نابليون الأول عام 1801، استولى محمد علي باشا على السلطة، وأطاح بالمماليك في مذبحة القلعة وأعلن نفسه حاكمًا على مصر. وفي عام 1805، اعترف به السلطان العثماني سليم الثالث على مضض بصفته واليًا تحت السيادة العثمانية. ومع ذلك، نصب محمد علي نفسه على أنه خديوي، وعلى الرغم من كونه تابعًا للإمبراطورية العثمانية من الناحية الفنية، فقد حكم مصر كما لو كانت دولة مستقلة. وسعيًا لمنافسة السلطان العثماني واستبداله في النهاية، نفذ محمد علي برنامج تحديث وعسكرة سريعًا، ووسع حدود مصر جنوبًا إلى السودان وشمالًا إلى سوريا (الشام). وفي النهاية، شن حربًا على الإمبراطورية العثمانية بهدف الإطاحة بسلالة عثمان الحاكمة واستبدالها بأسرة خاصة به. على الرغم من أن تدخل القوى العظمى منع محمد علي من تحقيق طموحاته العظيمة في أن يصبح سلطانًا بنفسه، مما أجبر مصر على البقاء من الناحية الفنية جزءًا من الإمبراطورية العثمانية، إلا أن الحكم الذاتي لمصر نجا بعد وفاته مع اعتراف الباب العالي بسلالة محمد علي كحكام وراثيين للبلاد.

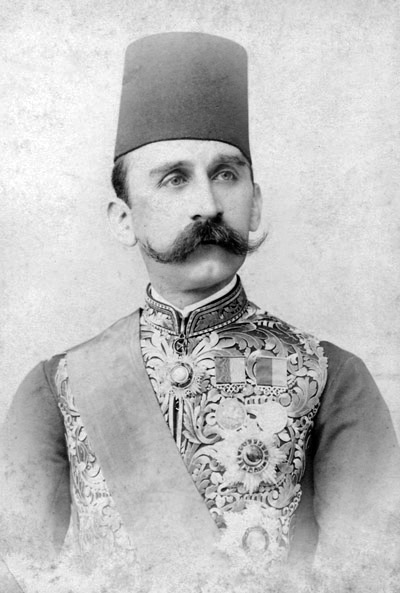
حسين كامل، سلطان مصر، 1914–1917.

اعتلى حفيد محمد علي، إسماعيل الأول، العرش المصري عام 1863 وشرع على الفور في تحقيق أهداف جده، ولكن بطريقة أقل مواجهة. أدى مزيج من القوة المصرية المتنامية وتدهور القوة العثمانية والرشوة الصريحة إلى اعتراف السلطان العثماني عبد العزيز الأول رسميًا بالحاكم المصري باعتباره خديويًا في عام 1867. ومع قيام إسماعيل بتوسيع حدود مصر في أفريقيا حتى أوغندا، واستمرار الإمبراطورية العثمانية في التدهور، اعتقد إسماعيل أنه قريب من ذلك. لتحقيق الاستقلال المصري الرسمي، بل وفكر في استغلال افتتاح قناة السويس في عام 1869 ليعلن نفسه سلطانًا على مصر. وقد تم إقناعه بخلاف ذلك بضغط من القوى العظمى، التي كانت تخشى عواقب المزيد من تفكك القوة العثمانية. وفي نهاية المطاف، انتهى عهد إسماعيل بالفشل، بسبب الديون الهائلة التي تحملتها مشاريعه الطموحة. أجبرت الضغوط الأوروبية والعثمانية على إقالته عام 1879 واستبداله بابنه الأكثر مرونة توفيق. وأدت الثورة العرابية اللاحقة إلى غزو بريطانيا العظمى لمصر عام 1882 بدعوة من الخديوي توفيق، وبدء احتلالها للبلاد الذي دام عقودًا.

## استعادة السلطنة المصرية
منذ عام 1882 فصاعدًا، أصبح وضع مصر معقدًا للغاية: رسميًا مقاطعة تابعة للإمبراطورية العثمانية، وشبه رسمية دولة مستقلة فعليًا لها نظام ملكي خاص بها، وقواتها المسلحة، وممتلكاتها الإقليمية في السودان، ولأغراض عملية دمية بريطانية. انتهى الخيال القانوني للسيادة العثمانية على مصر أخيرًا في عام 1914 عندما انضمت الإمبراطورية العثمانية إلى القوى المركزية في الحرب العالمية الأولى. خوفًا من أن يقف الخديوي عباس حلمي الثاني المناهض لبريطانيا إلى جانب العثمانيين، أطاح به البريطانيون لصالح عمه حسين كامل وأعلنوا مصر محمية بريطانية. ورمزًا للنهاية الرسمية للحكم العثماني، حصل حسين كامل على لقب السلطان كما فعل شقيقه فؤاد الأول الذي خلفه في عام 1917، على الرغم من أن مصر ظلت في الواقع تحت السيطرة البريطانية. حافظ كل من حسين كامل وفؤاد على مطالبة مصر بالسودان، حيث أعلن القوميون المصريون أنهما «سلطان مصر والسودان».
أدى تصاعد الغضب القومي بسبب استمرار الاحتلال البريطاني إلى إجبار بريطانيا على الاعتراف رسميًا باستقلال مصر في عام 1922. ومع ذلك، تم إسقاط لقب السلطان واستبداله بالملك. أكد الزعيم القومي سعد زغلول، الذي نفاه البريطانيون لاحقًا، أن السبب في ذلك هو رفض البريطانيين الاعتراف بحاكم مصري ذي سيادة يفوق ملكهم (في التسلسل الهرمي للألقاب، السلطان، مثل الشاه في إيران، يمكن مقارنته بالإمبراطور ، كونه صاحب سيادة لا يعترف بأي رئيس علماني). هناك سبب آخر تم تقديمه لتغيير العنوان، وهو أنه يعكس العلمانية المتزايدة لمصر في ذلك الوقت، حيث أن كلمة السلطان لها إيحاءات إسلامية، في حين أن الكلمة العربية "ملك" لا تحمل هذه الدلالة.
عند الإطاحة بابن فؤاد، الملك فاروق الأول، في الثورة المصرية عام 1952، فكر الضباط الأحرار لفترة وجيزة في إعلان ابنه الرضيع سلطانًا لتعزيز سيادة مصر على السودان وإظهار رفضهم للاحتلال البريطاني. ومع ذلك، بما أن الثوار كانوا قد قرروا بالفعل إلغاء النظام الملكي المصري بعد فترة وجيزة من إحكام قبضتهم على السلطة، فقد قرروا أن ذلك سيكون لفتة فارغة وتم إعلان ابن فاروق ملكًا بإسم فؤاد الثاني. وفي العام التالي، في 18 يونيو 1953، ألغت الحكومة الثورية الملكية رسميًا وأصبحت مصر جمهورية.

## قائمة سلاطين مصر

### سلالةالأيوبيينمنالأكراد
| مسلسل | صورة السلطان | الاسـم                     | ملاحظات                                        | فترة الحكم "التاريخ الميلادي" | فترة الحكم "التاريخ الهجري" |
| ----- | ------------ | -------------------------- | ---------------------------------------------- | ----------------------------- | --------------------------- |
| 1     |              | صلاح الدين الأيوبي         | مؤسس الدولة الأيوبية                           | 1171 - 1193                   | 567 هـ - 589 هـ             |
| 2     |              | العزيز عثمان بن صلاح الدين | ابن صلاح الدين الأيوبي                         | 1193 - 1198                   | 589 هـ - 595 هـ             |
| 3     |              | المنصور ناصر الدين محمد    | ابن العزيز                                     | 1198 - 1200                   | 595 هـ - 596 هـ             |
| 4     |              | العادل أبو بكر بن أيوب     | شقيق صلاح الدين الأيوبي                        | 1200 - 1218                   |                             |
| 5     |              | الكامل محمد بن العادل      | ابن العادل                                     | 1218 - 1238                   |                             |
| 6     |              | العادل الثاني              | ابن الكامل                                     | 1238 -1240                    |                             |
| 7     |              | الصالح نجم الدين أيوب      | ابن الكامل                                     | 1240 - 1249                   |                             |
| 8     |              | توران شاه                  | ابن الصالح أيوب وآخر حكام الدولة الأيوبية بمصر | 1249 - 1250                   |                             |

### المماليكمنالأتراك
| مسلسل | صورة السلطان | الاسـم                             | ملاحظات                                                              | فترة الحكم "التاريخ الميلادي" | فترة الحكم "التاريخ الهجري" |
| ----- | ------------ | ---------------------------------- | -------------------------------------------------------------------- | ----------------------------- | --------------------------- |
| 1     |              | شجر الدر                           | مؤسسة دولة المماليك، وهناك مؤرخون يرون أنها آخر حكام الدولة الأيوبية | 1250                          |                             |
| 2     |              | عز الدين أيبك                      | قد تسلطن معه الأشرف موسى في الفترة 1250 - 1252                       | 1250 - 1257                   |                             |
| 3     |              | نور الدين علي بن أيبك              |                                                                      | 1257 - 1259                   |                             |
| 4     |              | قطز                                |                                                                      | 1259 - 1260                   |                             |
| 5     |              | الظاهر بيبرس                       |                                                                      | 1260-1277                     |                             |
| 6     |              | السعيد ناصر الدين أبو المعالى محمد |                                                                      | 1277 - 1279                   |                             |
| 7     |              | العادل بدر الدين سلامش             |                                                                      | 1279                          |                             |
| 8     |              | المنصور قلاوون                     |                                                                      | 1279 - 1290                   |                             |
| 9     |              | الأشرف صلاح الدين خليل             |                                                                      | 1290 - 1293                   |                             |
| 10    |              | الناصر محمد بن قلاوون              | فترة حكمه الأولى                                                     | 1293 - 1294                   |                             |
| 11    |              | العادل كتبغا                       |                                                                      | 1294 - 1296                   |                             |
| 12    |              | حسام الدين لاجين                   |                                                                      | 1296 - 1299                   |                             |
| 13    |              | الناصر محمد بن قلاوون              | فترة حكمه الثانية                                                    | 1299 - 1309                   |                             |
| 14    |              | بيبرس الجاشنكير                    |                                                                      | 1309                          |                             |
| 15    |              | الناصر محمد بن قلاوون              | فترة حكمه الثالثة                                                    | 1309 - 1340                   |                             |
| 16    |              | سيف الدين أبو بكر                  |                                                                      | 1340 - 1341                   |                             |
| 17    |              | علاء الدين كجك                     |                                                                      | 1341 - 1342                   |                             |
| 18    |              | شهاب الدين أحمد                    |                                                                      | 1342                          |                             |
| 19    |              | عماد الدين إسماعيل                 |                                                                      | 1342 - 1345                   |                             |
| 20    |              | سيف الدين شعبان                    |                                                                      | 1345 - 1346                   |                             |
| 21    |              | سيف الدين حاجي                     |                                                                      | 1346 - 1347                   |                             |
| 22    |              | حسن بن محمد بن قلاوون              | فترة حكمه الأولى                                                     | 1347 - 1351                   |                             |
| 23    |              | صلاح الدين صالح بن الناصر محمد     |                                                                      | 1351 - 1354                   |                             |
| 24    |              | حسن بن محمد بن قلاوون              | فترة حكمه الثانية                                                    | 1354 - 1361                   |                             |
| 25    |              | صلاح الدين محمد بن حاجي            |                                                                      | 1361 - 1363                   |                             |
| 26    |              | ناصر الدين شعبان                   |                                                                      | 1363 - 1376                   |                             |
| 27    |              | علاء الدين على                     |                                                                      | 1376 - 1381                   |                             |
| 28    |              | زين الدين أمير حاج                 | فترة حكمه الأولى                                                     | 1381 - 1382                   |                             |

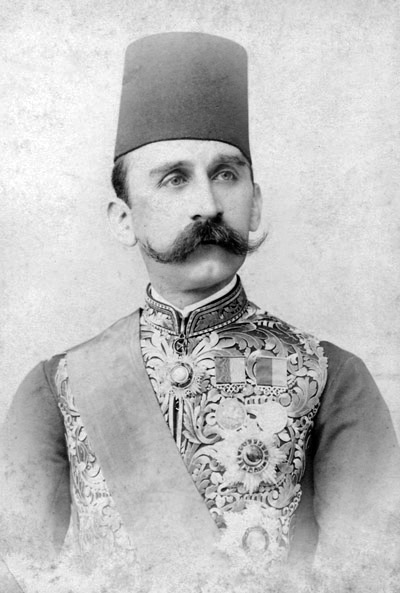
السلطان حسين كامل (1914-1917)

- 1382 الظاهر سيف الدين برقوق، أول عهد
- 1389 حاجي الثاني عهد الثانية (مع القاعدة لقب تشريفي أو المظفر المنصور)
- 1390 الظاهر سيف الدين برقوق، عهد ثانيا
- 1399 الناصر فرج بن برقوق
- 1405 المنصور عز الدين عبد العزيز
- 1405 الناصر فرج بن برقوق (مرة ثانية)
- 1412 العباس المستعين بالله (الخليفة العباسي، كما أعلن سلطان)
- 1412 المؤيد أبو النصر شيخ المحمودي
- 1421 المظفر أحمد بن الشيخ
- 1421 الظاهر سيف الدين ططر
- 1421 الصالح ناصر الدين محمد بن ططر
- 1422 الأشرف سيف الدين برسباي
- 1438 العزيز جمال الدين يوسف بن برسباي
- 1438 الظاهر سيف الدين جقمق
- 1453 فخر الدين عثمان بن جقمق
- 1453 الأشرف سيف الدين إينال العلائي
- 1461 المؤيد شهاب الدين أحمد بن إينال
- 1461 الظاهر سيف الدين خشقدم
- 1467 الظاهر سيف الدين بلباي المؤيدي
- 1468 الظاهر تمر بغا الرومي
- 1468 قايتباي
- 1496 الناصر محمد بن قايتباي
- 1498 الظاهر قانصوه الأشرفي
- 1500 الأشرف جان بلاط
- 1501 العادل طومان باي
- 1501 الأشرف قانصوه الغوري
- 1517 الأشرف طومان باي

### ثورة أحمد باشاالجورجي
- أحمد باشا الخائن (1523–1524)

### من سلالةمحمد علي باشاالالباني
- حسين كامل (سلطان مصر والسودان) 19 ديسمبر 1914 - 9 أكتوبر 1917
- فؤاد الأول (سلطان مصر والسودان)9 أكتوبر 1917 - 16 مارس 1922

## مقالات ذات صلة
- الأيوبيون
- المماليك
- تاريخ مصر